# Jan S. Eckert
Jan Sören Eckert (Hamburgo, 4 de dezembro de 1965) e é um baixista alemão. Actualmente é baixista da banda Masterplan.

## Biografia
Aos 8 anos começou a tocar fanfarra. Quatro anos depois mudou para guitarra e baixo. Aos 15 começou a cantar, para além de tocar. Fez parte das bandas Gordon, Mydra, Rockship, Grimmarck, Iron Savior (1997-2003) e (2011-Atualmente) e Masterplan (atualmente).
Tocou em algumas participações em bandas como Epsylon. As suas principais influências são Nazareth,Deep Purple, Rainbow,Queen, Black Sabbath e Jeff Beck.
Em 17 de abril de 2009, é anunciado o fim da banda Running Wilde foi feito um concerto para marcar a despedida dos palcos, no dia 30 de junho de 2009. Este show foi gravado e foi lançado em junho de 2011, intitulado The Final Jolly Roger, onde Peter Jordan ficou a cabo da outra guitarra e Jan S. Eckert (Masterplan, na época Ex-Iron Savior) no baixo, mas apenas para este evento.
Em 26 de setembro de 2011, é anunciado em site oficial que Jan S. Eckert se juntou novamente a banda Iron Savior após Yenz Leonhardt deixar devido a quantidade de outros trabalhos com bandas. Jan, fez parte da grupo entre 1997 até 2003 e agora retorna para dar um novo folego.

## Discografia

### Iron Savior
- 1997 - Iron Savior
- 1999 - Unification
- 1999 - Interlude
- 2001 - Dark Assault
- 2002 - Condition Red
- 2011 - The Landing

### Masterplan
- 2002 - Enlighten Me
- 2003 - Masterplan
- 2004 - Back For My Life (EP)
- 2005 - Aeronautics
- 2007 - Lost and Gone (EP)
- 2007 - MK II
- 2010 - Far from the End of the World EP
- 2010 - Time to Be King
- 2011 - MK III

## Videografia
- 2011 - Running Wild - Live DVD with Running Wild at Wacken 2009.[2]